# Intelligence, Surveillance, Target Acquisition, and Reconnaissance
Intelligence, Surveillance, Target Acquisition, and Reconnaissance (Istar) är sammansatta underrättelseförband som kombinerar dessa kompetenser under gemensam ledning för att uppnå synergieffekter. Den svenska motsvarenheten finns i underrättelsebataljonen som är ett jägarförband vid Livregementets husarer (K 3) i Karlsborg.
Istar är Nato-terminologi. I USA användes förr beteckningen Rista.